# 鈴木秀人 (俳優)
鈴木 秀人（すずき ひでと、1973年5月17日 - ）は日本の俳優。東京都出身、手力プロダクション所属。

## 出演作品

### テレビドラマ
- TX 「金沢のコロンボ3」鑑識役　2016年8月
- TBS 「釣り刑事5、4、2」　記者役　2016年8月　2013年9月　2011年5月
- EX 「スミカスミレ 45歳若返った女」　芳江の息子役　第4話　2016年2月
- TX 「刑事吉永誠一 涙の事件簿 第13作「湖で拾った女」　田辺部長役　2016年1月
- EX 「おとり捜査官・北見志穂 第19作「罪深き美女・連続殺人！ひとりの男が3人の妊婦と暮らす怪しい家の謎…セレブ夫婦たちの隠された秘密!!」」　岸刑事役　2015年9月
- TVK 「びったれ!!!」　刑事役　第10話　2015年1月
- EX 「ヤメ検の女5」　福田洋平役　2014年12月
- TBS 「新・示談交渉人 裏ファイル4」　警官役　2014年12月
- TBS 「女はそれを許さない」　弁護士役　第6話　2014年11月
- EX 「必殺仕事人2014」　彦左衛門役　2014年7月
- CX 「追跡！3億円事件～最後の証言者達」　2013年12月
- CX 「Oh,My Dad!!」第8話　食品開発部社員役
- CX 「積木くずし 最終章」安住信幸（中村雅俊）の秘書役
- TX 「ガンリキ 警部補・鬼島弥一 1･2・3」島田一夫役（レギュラー）
- TBS 「ハンチョウ〜警視庁安積班〜5」　第10話　三上慎太郎役　2012年1月
- EX 「ヤメ検の女2」　ナイフを持った傍観者役　2011年2月
- TBS 「ぼくの妹」　児玉未来役（レギュラー）　2009年
- EX 「信濃のコロンボ」 第15作「愛するあまり」　高杉刑事役（準レギュラー）　2007年
- TX 成田国際空港提供ドラマ「空の港で。～それぞれのエアポート物語　11話
- WOWOW 「真夜中のマーチ」　監督：下山天
- NTV 「だます女だまされる女7」 刑事 役
- EX 「仮面ライダーゼロワン」 桜井聡 役
- EX 「シッコウ!!〜犬と私と執行官〜」 第3話 猪川正明 役 2023年7月
- EX 「今日からヒットマン」 第4話 2023年11月17日
- NTV 肝臓を奪われた妻 第2話 2024年4月17日
- D&D〜医者と刑事の捜査線〜 最終話（2024年11月29日、テレビ東京） - 刑事 役

### 映画
- 「おみおくり」 相田 役　監督︓伊藤秀裕　2018年3月24日公開
- 「干支天使チアラット」 同僚君 役　監督︓河崎実　2017年9月
- 「身体を売ったらサヨウナラ」秘書 役　監督：内田英治2017年7月
- 「某の哀しみ」 藤田 役　監督︓伊藤秀裕　2016年11月公開
- 「大怪獣モノ」 防衛隊員 役　監督︓河崎実　2016年7月公開
- 「カノン」　菅谷高志 役　監督︓雑賀俊朗　2016年10月公開
- 「アウターマン」　渡部拓郎 役　監督：河崎実　2015年12月
- 「忘れ雪」 ホームレス 役　監督：ハン・サンヒ　2015年11月
- 「青いソラ白い雲」 タクシー運転手 役　監督：金子修介　2012年
- 「大地の詩 -留岡幸助物語-」 官僚 役　監督：山田火砂子　2011年
- 「浅草哀歌　えんこえれじ～」 真治 役　監督：松田章・須藤為五郎
- 「終わりが始まり」監督：中前勇児 2022年5月公開
- 「タヌキ社長」（2022年5月20日、監督：河崎実）[1]
- 「ウラギリ」（2022年8月5日、監督：中前勇児）
- 「てぃだ いつか太陽の下を歩きたい」 監督：中前勇児 2022年9月[2]
- 「夜明けまでバス停で」監督：高橋伴明 2022年10月[3]
- 「かかってこいよ世界」 ムン・スヨン役 監督：内田佑季 2023年8月[4]
- 「近くて遠い親子」 監督：田中慎太郎 2023年10月28日[5]
- 「私が俺の人生!?」 監督：中前勇児 2024年7月19日[6]
- 「49日の真実」 監督：中前勇児 2025年7月18日[7]

### 舞台
- 「碧空の狂詩曲～お市の方外伝～」　浅井長政　役　主演：酒井法子
- 「23区女子」大統領役　:座・高円寺　2016年5月
- 「11/22｣劇屋いっぷく堂公演　緑川役
- 「あなたと住むなら」　築地ブディストホール　演出：井坂聡　矢沢久　役

### CM
- 味の素「ピュアセレクトマヨネーズ」　同居人役　2015年5月～
- 雲海酒造　「焼酎いいとも」　メイン　2011年10月～
- 中日本高速道路　株式会社　「NEXCO中日本」　父親役　2010年
- 中央労働金庫　「いまこそ、ろうきん。編」　夫役（サブメイン）　2010年
- バンダイ　「パックンカラオケアンパンマン」　お父さん役　2009年
- 武田薬品工業　「ベンザブロックせき止め錠」　サラリーマン役　2008年
- ジェームス　「妹編」　店員役（サブメイン）　2008年
- レイク　「カプチーノ編」　サブメイン　2007年
- 大鵬薬品　「ゼノール液ゲル」　メイン　2007年WEB
- Panasonicチャンネル　「2011春　掃除機＆空気清浄機」
- 「JKK東京」（トレインチャンネル）　お父さん役　2011年
- コカコーラ　「ベンダーキャンペーン（公園編）」　2010年